# Mark Zembsch
Mark Jeffrey Zembsch (ur. 19 lutego 1959 w Castro Valley w Kalifornii) – amerykański wioślarz, olimpijczyk.
Reprezentował Stany Zjednoczone we wioślarswie w konkursie wyścigu czwórek ze sternikiem na Letnich Igrzyskach Olimpijskich 1988, które odbyły się w Seulu. W skład drużyny wchodziło jeszcze czterech zawodników: John Terwilliger, Chris Huntington, Tom Darling i John Walters. W pierwszej rundzie ukończyli konkurencję w czasie 6:08.36. Dotarli do finałów, gdzie ukończyli konkurencję z czasem 6:18.47. Drużyna zajęła 5. miejsce.
W 1985, 1986 i 1987 brał udział w mistrzostwach świata we wioślarstwie. Podczas wydarzeń w 1985 i 1986 zdobył brązowe medale w ósemce ze sternikiem. W 1986 uczestniczył w igrzyskach dobrej woli w czwórkach, gdzie uzyskał srebrny medal.

## Życie prywatne
Uzyskał tytuł magistra prawa na University of San Francisco, a następnie praktykował w Berkeley w Kalifornii. Po wielu latach pracy prawniczej objął funkcję zastępcy prokuratora miejskiego w 2002 roku.